# Freddie Pendleton
Freddie Pendleton (ur. 5 stycznia 1963) – amerykański bokser, były mistrz świata IBF w kategorii lekkiej.

## Kariera zawodowa
Pendleton miał bardzo krótką karierę amatorską, nie obfitowała w sukcesy, a zakończył ją bardzo przeciętnym bilansem 1. zwycięstwo i 5. porażek. W 1981 r. zadebiutował na zawodowym ringu, mając 18 lat. W swoim pierwszym pojedynku przegrał z rodakiem, innym debiutantem Rayem Evansem. Amerykaninowi nie wiodło się zbyt dobrze, bo do końca 1985 r. stoczył 27 walk, z których wygrał 13, 13 przegrał i 1 zremisował. W tym okresie zmierzył się z wieloma czołowymi bokserami, m.in. byłym mistrzem świata wagi lekkiej Hilmerem Kentym, Frankiem Randallem. W listopadzie 1985 r. zmierzył się z Jimmym Paulem, aktualnym wtedy mistrzem świata IBF w kategorii lekkiej. Pendleton przegrał jednogłośnie na punkty w 10-rundowej walce, w której stawce nie był tytuł. Walka była bardzo wyrównana i gdyby nie 2 nokdauny, Pendleton prawdopodobnie by zwyciężył.
12 marca 1986 r. Pendleton zmierzył się z byłym mistrzem świata kategorii superpiórkowej, Rogerem Mayweatherem. Skazywany na porażkę Amerykanin pokonał Mayweathera przez techniczny nokaut w 8. rundzie, zadając mu 4. porażkę w karierze. Mayweather niecałe 2 lata później zdobył tytuł w drugiej kategorii – lekkopółśredniej, który obronił czterokrotnie. Niecały miesiąc później, Pendleton przystąpił do kolejnej walki, mając za rywala Sheltona LeBlanca, który jako amator zwyciężył w prestiżowym turnieju – Golden Gloves. Pendleton zwyciężył jednogłośnie na punkty, mając rywala na deskach w 5. rundzie. 4 lipca zmierzył się z Frankiem Randallem, z którym przegrał w 1985 r. przez techniczny nokaut w 5. rundzie (walkę wtedy uniemożliwiła mu kontuzja nosa). Tym razem również faworytem pojedynku był Randall, ale Pendleton niespodziewanie wysoko postawił poprzeczkę, a po 12 rundach sędziowie orzekli remis. Jeden sędzia w pojedynku wskazał na Pendletona, drugi na Randalla, a trzeci arbiter nie wytypował wygranego, punktując remisowy werdykt. W 1986 r. stoczył jeszcze 2 walki, obydwie przegrał, przegrywając m.in. rewanżowy pojedynek z LeBlancem.
3 kwietnia 1987 r. rywalem Pendletona był nieaktualny już mistrz świata kategorii lekkiej – Livingstone Bramble. Po 10 rundach, sędziowie ogłosili remis ze wskazaniem na Pendletona, który po raz kolejny nie będąc faworytem pozytywnie zaskoczył. W 1987 r. stoczył jeszcze 2 pojedynki, pokonując mistrza USA stanu Teksas – Ronalda Ronald Haynesa oraz zdobywając pas USBA po zwycięstwie nad Elvisem Perezem.
12 lutego 1988 r. Pendleton wyszedł na ring po raz kolejny, mając za rywala Portorykańczyka Sammy'ego Fuentesa. Pendleton niespodziewanie zwyciężył, a zrobił to w nieprawdopodobny sposób, nokautując rywala w 15. sekund. Fuentes 7 lat później został mistrzem świata WBO w kategorii junior półśredniej, pokonując Fidela Avendano. W kolejnej walce Pendleton pokonał przez TKO w 4. rundzie uczestnika Igrzysk Olimpijskich w 1984 r. reprezentanta Bahamów Steve'a Larrimore'a. 10 lipca 1988 r. jego rywalem był Livingstone Bramble, były mistrz świata wagi lekkiej, z którym ponad rok wcześniej Pendleton zremisował. Tym razem Pendleton odniósł zwycięstwo, pokonując boksera z Saint Kitts i Nevis przez TKO w 10. rundzie. Bramble nie mógł kontynuować walki na skutek rozcięć, a po 10 rundach niejednogłośnie prowadził na punkty Amerykanin. W 1988 r. Pendleton stoczył jeszcze dwa pojedynki. 13 września pokonał mistrza Afryki, reprezentanta Ghany Akweia Addo, a 22 listopada przegrał przez nokaut w ostatniej, 10. rundzie z Johnem Montesem. Pendleton kontrolował ten pojedynek, prowadząc wysoko na punkty, ale Montes przełamał rywala, posyłając go 2 razy na deski.